# Landsfodboldturneringen 1926-27
Landsfodboldturneringen 1926-27 var den 14. sæson om Danmarksmesterskabet i fodbold for herrer organiseret af DBU. Turneringen blev vundet af B 93. Det var B 93 andet danske mesterskab.

## Baggrund
I finalen i Landsfodboldturneringen mødtes vinderen af den københavnske Mesterskabsrækken under Københavns Boldspil Union (KBU) og vinderen af Provinsmesterskabsturneringen. Det var sidste sæson, at dette turneringsformat blev anvendt. Efterfølgende blev der dannet en egentlig landsdækkende turnering.

## Provinsmesterskabsturneringen

### 1. runde
| 29. maj 1927 |

| Rønne BK                 | 1 - 5   | Skovshoved IF                                                                                                  |
| ------------------------ | ------- | --- |
| Knud Thorsen 2. halvleg' | (1 - 2) | Axel Guhle 5', 2. halvleg' · Ove Lundsgaard 3?' (selvmål) · Bernhard Møller 48' · Helmuth Thomas 2. halvleg' · |

| Banen ved Østergade, Rønne Tilskuere: 700 Dommer: P. Lindholt |

### 2. runde
| 29. maj 1927 |

| B 1909                                                                                          | 5 - 0  | Horsens fS |
| ----------------------------------------------------------------------------------------------- | ------ | ---------- |
| Emil Petersen 58' (str.) · Carl Johan Johansen 64' · Hans Petersen 66', 74' · Creutz Jensen 76' | (0- 0) |            |

| OB's Bane i Munke Mose, Odense Tilskuere: 3.500 Dommer: Vilhelm Jørgensen |

| 12. juni 1927 |

| Skovshoved IF                                                  | 4 - 2   | B 1901                                   |
| -------------------------------------------------------------- | ------- | ---------------------------------------- |
| Axel Guhle 25', 8?' · Bernhard Møller 55' · Ernst Sørensen 60' | (1 - 1) | Holger Brodthagen 40' · ?? 2. halvleg' · |

| Skovshoved Idrætspark, Skovshoved Tilskuere: 500 Dommer: Sophus Hansen |

### Finale
| 19. juni 1927 |

| Skovshoved IF                                       | 3 - 2   | B 1909                  |
| --------------------------------------------------- | ------- | ----------------------- |
| Helmuth Thomas 25', 44' (str.) · Bernard Møller 46' | (2 - 2) | Creutz Jensen 3', 43' · |

| Skovshoved Idrætspark, Skovshoved Tilskuere: 800 Dommer: Otto Remke |

## Mesterrækken (København)
| Pos | Hold              | K  | V | U | T | M+ | M- | MR    | P  | Kvalifikation                     |
| --- | ----------------- | -- | - | - | - | -- | -- | ----- | -- | --------------------------------- |
| 1   | B 93              | 10 | 9 | 0 | 1 | 32 | 9  | 3,556 | 18 | Kvalificeret til finalen          |
| 2   | B 1903 (M)        | 10 | 6 | 0 | 4 | 25 | 13 | 1,923 | 12 |                                   |
| 3   | AB                | 10 | 4 | 1 | 5 | 23 | 25 | 0,920 | 9  |                                   |
| 4   | Frem              | 10 | 4 | 0 | 6 | 29 | 29 | 1,000 | 8  |                                   |
| 5   | KB                | 10 | 3 | 1 | 6 | 17 | 29 | 0,586 | 7  |                                   |
| 6   | Fremad Amager (O) | 10 | 3 | 0 | 7 | 23 | 44 | 0,523 | 6  | Kvalifikation til Mesterrækken[A] |

1. ^ Kvalifikation til Mesterrækken: Fremad Amager - Handelsstandens B 5-3 (4-1)

## Finale
| 26. juni 1927 |

| B 93 | 5 - 1   | Skovshoved IF    |
| --- | ------- | ---------------- |
| Poul Offenbach 43' · William Gram 47' · Poul Jensen 65' (str.) · Anthon Olsen 71' · Magnus Simonsen 88' | (1 - 1) | Axel Guhle 10' · |

| Idrætsparken, København Tilskuere: 3.500 Dommer: Hugo Ohlsson, Sverige |